# Ago Markvardt
Ago Markvardt, früher Ago Elmarowitsch Markward (russisch Аго Эльмарович Марквард, * 11. August 1969 in Elva, damals Estnische SSR) ist ein ehemaliger sowjetischer, danach estnischer Nordischer Kombinierer.

## Werdegang
Markvardt begann als Neunjähriger mit dem Wintersport. Er gewann bei den Juniorenweltmeisterschaften 1988 im österreichischen Saalfelden am Steinernen Meer und 1989 im norwegischen Vang jeweils die Bronzemedaille mit der sowjetischen Mannschaft. 1989 gewann er des Weiteren die Bronzemedaille im Einzelwettbewerb.
Bei den Olympischen Winterspielen 1994 lag er nach dem Skispringen auf dem zweiten Platz, konnte aber diese Platzierung im anschließenden Langlauf nicht halten und musste sich mit dem fünften Rang begnügen. Zusammen mit Allar Levandi und Magnar Freimuth verpasste er auch im Mannschaftswettbewerb knapp eine olympische Medaille. Die estnische Mannschaft belegte Rang vier. 1997 verfehlte Markvardt erneute knapp eine Medaille bei einem internationalen Großereignis. Bei den Nordischen Skiweltmeisterschaften belegte er im Einzelwettbewerb ebenfalls den vierten Platz.
Markvardts bestes Resultat in einem Weltcup-Wettbewerb war ein achter Rang 1994 in Trondheim, den er auch 1996 in Lahti noch einmal erkämpfen konnte. Im B-Weltcup konnte Markvardt seine besten Resultate 1996 in Deutschland erreichen. Er gewann die Wettkämpfe in Schonach und Oberhof. In Hinterzarten belegte er den zweiten Platz und in Garmisch-Partenkirchen wurde er Dritter. 1988 sowie 1995 und 1996 war er estnischer Meister in der Nordischen Kombination, er gewann auch die nationalen Titel im Skispringen 1994 und 1996. 1998 beendete er seine Karriere.
Markvardt war 1994 sowohl als Einzelsportler, als auch mit der Mannschaft Sportler des Jahres in Estland. Seit 2001 war Ago Markvardt als Sprungrichter für die FIS tätig. Außerdem ist er als Experte im estnischen Fernsehen zu sehen. Seit 2014 ist er im Vorstand des estnischen Skiverbandes und Vorsitzender des Skisprung- ung Biathlon-Komitees. Seine Tochter Margaret Markvardt ist vielfache estnische Meisterin im Schwimmen.

## Statistik

### Platzierungen bei Olympischen Winterspielen
| Jahr und Ort     | Wettbewerb | Wettbewerb | Wettbewerb |
| Jahr und Ort     | Einzel     | Team       |            |
| ---------------- | ---------- | ---------- | ---------- |
| 1992 Albertville | 23.        | 09.        |            |
| 1994 Lillehammer | 05.        | 04.        |            |
| 1998 Nagano      | DNF        | 11.        |            |

### Platzierungen bei Weltmeisterschaften
| Jahr und Ort       | Wettbewerb | Wettbewerb | Wettbewerb |
| Jahr und Ort       | Einzel     | Team       |            |
| ------------------ | ---------- | ---------- | ---------- |
| 1991 Val di Fiemme | 31.        | 08.        |            |
| 1993 Falun         | DNF        | 09.        |            |
| 1995 Thunder Bay   | DNF        | 10.        |            |
| 1997 Trondheim     | 04.        | 11.        |            |

### Weltcup-Platzierungen
| Saison  | Platz | Punkte |
| ------- | ----- | ------ |
| 1990/91 | 32.   | 003    |
| 1991/92 | 30.   | 006    |
| 1993/94 | 17.   | 239    |
| 1995/96 | 34.   | 228    |
| 1996/97 | 47.   | 120    |